# ملبورن غربی (ویکتوریا)
ملبورن غربی (به انگلیسی: West Melbourne) یک منطقهٔ مسکونی در استرالیا است که در ویکتوریا (استرالیا) واقع شده‌است.